# Tenom (district)
Tenom is een district in de Maleisische deelstaat Sabah.
Het district telt 56.500 inwoners op een oppervlakte van 2400 km².